# Zurna

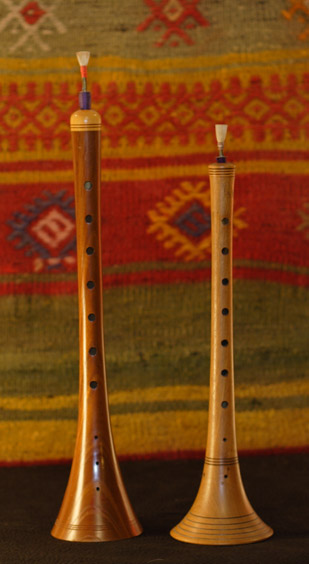
Zurna, vlevo turecká a vpravo syrská

Zurna (osmansky سرنا, kurdsky zirne) je dechový jazýčkový nástroj ze dřeva s výrazným, pronikavým zvukem, který se využívá ve středoasijské a anatolské hudbě. Jako nástroj osmanských vojenských kapel se zurna rozšířila na Balkán (Albánie, Severní Makedonie, Bulharsko, Řecko), Kavkaz (Ázerbájdžán) a Blízký východ (Irák, Írán, Sýrie).
Zurna je pravděpodobně předchůdcem evropského středověkého šalmaje, z něhož vznikl moderní hoboj. Vznikl z ní nejspíš i čínský nástroj suona.